# Joya Marleen
Joya Marleen (* 28. April 2003 als Joya Schedler in St. Gallen) ist eine Schweizer Musikerin.

## Leben
Joya Schedler alias Joya Marleen wuchs in einer musikbegeisterten Familie auf. Ihr Vater Kuno Schedler ist Professor und Managementforscher an der HSG St. Gallen und Hobby-Musiker. Ihr älterer Bruder Maurus Schedler ist Teil der St. Galler Band Unlsh. Schon als Kind stand sie auf der Bühne und schrieb Songs. 
Joya Marleen begann ihre musikalische Entwicklung im Alter von 12 Jahren, als sie Gitarre lernte und ihre ersten eigenen Songs schrieb.
2016 trat Marleen erstmals öffentlich auf und präsentierte dabei sowohl ihre eigenen Kompositionen als auch kreative Interpretationen von Cover-Songs. Ihre markante Stimme, die an Künstlerinnen wie Tracy Chapman und Billie Holiday erinnert, machte schnell auf sie aufmerksam.
Ihre Debütsingle «Nightmare», die 2020 veröffentlicht wurde, war ein wichtiger Meilenstein in ihrer Karriere und brachte ihr den Durchbruch in der Schweizer Musikszene. Der Song machte sie zur ersten weiblichen Solo-Künstlerin, die Platz 1 der Schweizer Airplay-Charts erreichte.
Bis 2024 hat Marleen vier Swiss-Music-Awards gewonnen. Sie absolvierte eine ausverkaufte Headline-Club-Tour und trat bei zahlreichen Festivals in der Schweiz und international auf, unter anderem in Deutschland, Österreich, Belgien und den Niederlanden.
Marleens Musik zeichnet sich durch ihre Tiefe und Innovationskraft aus. Sie beschreibt ihren Stil als Pop mit Substanz und strebt danach, einzigartige Elemente in ihre Songs einzubauen, um eine Balance aus souligen, tanzbaren und kantigen Klängen zu schaffen.
Joya Marleens rasanter Aufstieg in der Musikbranche, geprägt von ihrer markanten Stimme und ihrem innovativen Ansatz in der Popmusik, macht sie zu einer bedeutenden Figur der zeitgenössischen Schweizer Musikszene.
Im Frühjahr 2023 war sie Teilnehmerin der 4. Staffel von Sing meinen Song – Das Schweizer Tauschkonzert. Ihr und ihren Songs wurde am 15. März die 2. Folge gewidmet.
Am 17. Januar 2025 veröffentlichte sie ihr Debütalbum «The Wind Is Picking Up».
Sie spricht Deutsch, Schweizerdeutsch, Französisch und Englisch.

## Diskografie

### Studioalben
| Jahr | Titel                              | Höchstplatzierung, Gesamtwochen, AuszeichnungChartsChartplatzierungen (Jahr, Titel, Platzierungen, Wochen, Auszeichnungen, Anmerkungen) | Anmerkungen                           |
| Jahr | Titel                              | CH | Anmerkungen                           |
| ---- | ---------------------------------- | --- | ------------------------------------- |
| 2023 | Fish in Your Glass Independent     | CH21 (3 Wo.)CH | Erstveröffentlichung: 14. Juli 2023   |
| 2025 | The Wind Is Picking Up Independent | CH11 (4 Wo.)CH | Erstveröffentlichung: 17. Januar 2025 |

### EPs
| Jahr | Titel                    | Höchstplatzierung, Gesamtwochen, AuszeichnungChartsChartplatzierungen (Jahr, Titel, Platzierungen, Wochen, Auszeichnungen, Anmerkungen) | Anmerkungen                         |
| Jahr | Titel                    | CH | Anmerkungen                         |
| ---- | ------------------------ | --- | ----------------------------------- |
| 2021 | Joya Marleen Independent | CH14 (4 Wo.)CH | Erstveröffentlichung: 18. Juni 2021 |

### Singles
| Jahr | Titel Album            | Höchstplatzierung, Gesamtwochen, AuszeichnungChartsChartplatzierungen (Jahr, Titel, Album, Platzierungen, Wochen, Auszeichnungen, Anmerkungen) | Anmerkungen                        |
| Jahr | Titel Album            | CH | Anmerkungen                        |
| ---- | ---------------------- | --- | ---------------------------------- |
| 2020 | Nightmare Joya Marleen | CH25 (25 Wo.)CH | Erstveröffentlichung: 5. Juni 2020 |

Weitere Singles
- 2020: It’s Been a While
- 2021: Driver
- 2021: Softly Speaking
- 2022: Mirrors (Live Session)
- 2022: Next to You (CH: Gold)[5]

## Auszeichnungen und Nominierungen

### Resultate
| Jahr | Auszeichnung       | Kategorie         | Für        | Resultat  | Ref.  |
| ---- | ------------------ | ----------------- | ---------- | --------- | ----- |
| 2022 | Swiss Music Awards | Best Female Act   | Sie selbst | Gewonnen  | [ 6 ] |
| 2022 | Swiss Music Awards | SRF 3 Best Talent | Sie selbst | Gewonnen  | [ 6 ] |
| 2022 | Swiss Music Awards | Best Hit          | Nightmare  | Gewonnen  | [ 6 ] |
| 2023 | Swiss Music Awards | Best Live Act     | Sie selbst | Nominiert | [ 7 ] |
| 2024 | Swiss Music Awards | Beste Female Act  | Sie Selbst | Gewonnen  | [ 8 ] |
| 2025 | Swiss Music Awards | Best Live Act     | Sie selbst | Nominiert | [ 9 ] |